# Star Castle (Isole Scilly)

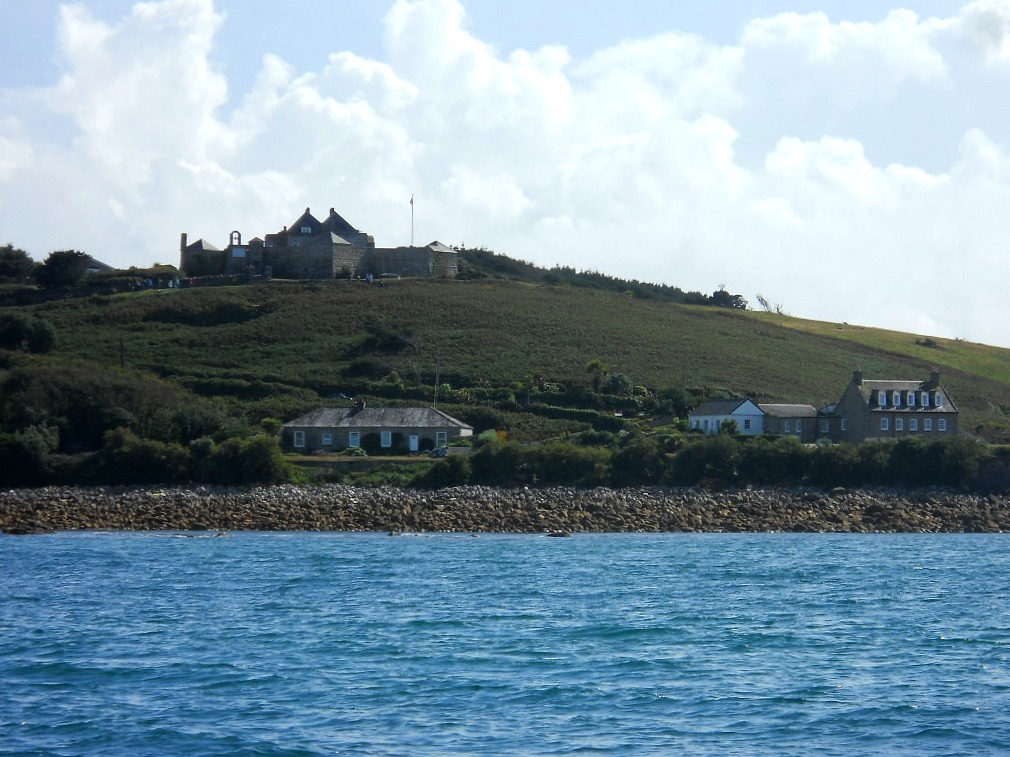
Il promontorio di The Garrison con lo Star Castle sulla sommità

Lo Star Castle è una fortezza sull'isola di St Mary's nelle Isole Scilly (Inghilterra), realizzato nel 1593 da Robert Adams, Ispettore Generale delle Opere del Re († 1595), e Francis Godolphin, Capitano delle Isole Scilly, durante il periodo della "Paura per l'Invasione Spagnola".
Il monumento appare sulla bandiera del Consiglio delle Isole Scilly.

## Descrizione
Lo Star Castle ha la forma di una stella a otto punte. Si trova al centro di un sistema di fortificazioni che circondano il promontorio ubicato nella parte occidentale dell'isola di St Mary's, noto come The Garrison. Comprende una cinta muraria esterna che si sviluppa lungo le pendici della Hew Hill, a protezione della cittadina di Hugh Town e del castello, con batterie di cannoni posizionate strategicamente a intervalli regolari, in modo da consentire una copertura di fuoco su tutti gli angoli.

## Storia
Lo Star Castle fu costruito nel 1593 dall'Ispettore Generale delle Opere del Re e cartografo Robert Adams, sotto la direzione di Francis Godolphin, Capitano delle Isole Scilly, a seguito dell'invasione della Invincibile Armata nel 1588. Temendo una nuova invasione, nel mese di maggio 1593 la Regina Elisabetta I ordinò la costruzione di un forte e di due fortilizi da utilizzare come punti di osservazione per eventuali navi nemiche.
Nel 1740 Gunner Abraham Tovey modificò le mura del Garrison armandole con batterie di cannoni; queste comprendono la Batteria del Colonnello Boscawen, secondo una forma circolare che seguiva la linea costiera di The Hoe. Attualmente lo Star Castle ospita un albergo.

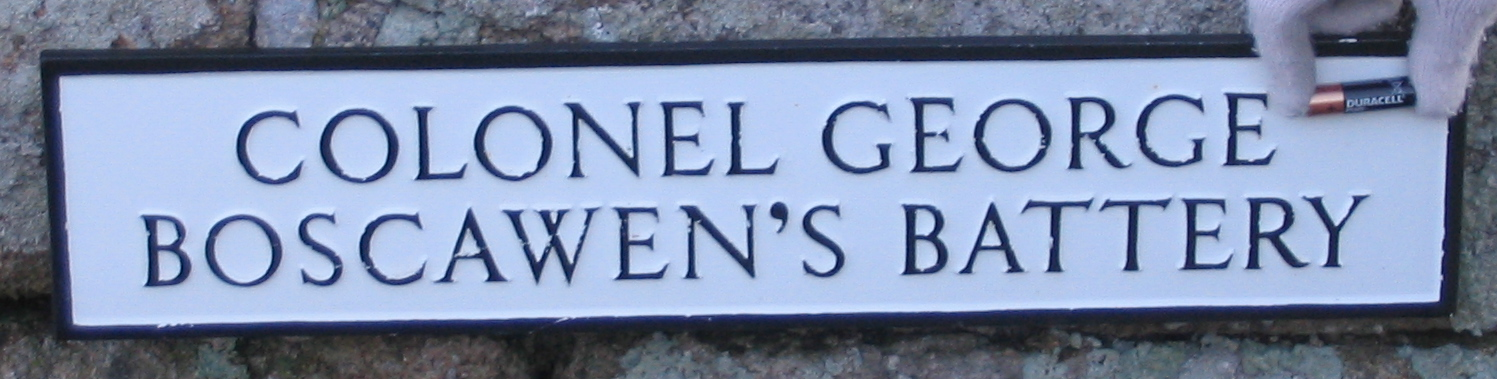
Targa presso la Batteria del Colonnello George Boscawen

La maggior parte del romanzo di Aaron Elkins Unnatural Selection (2006) è ambientata all'interno e nei dintorni del castello.